# 越莱茵河区
越莱茵河区（Over-the-Rhine，OTR）是美国俄亥俄州辛辛那提的一个街区，被认为是美国最大、最完整的历史街区，1983年被列为国家史迹名录，包括943座建筑物。此处有美国数量最多的意大利式建筑，是一个完整的19世纪城市街区。其建筑意义可与新奥尔良的法国区；萨凡纳与查尔斯顿 (南卡罗来纳州)的历史街区，以及纽约市的格林尼治村相比。除了历史建筑以外，此区也是辛辛那提市无与伦比的艺术区。与之毗邻的街区包括市中心（Downtown）、CUF、奥本山（Mount Auburn）、彭德尔顿（Pendleton）和西区（West End）。

## 词源
该街区独特的名称来源于它的早期居民：19世纪中叶的德国移民。他们居住在迈阿密-伊利运河以北的新居住区，跨过河上的桥去市中心上班。这条运河绰号为“莱茵河”，运河以北就命名为“越莱茵河区”。 

## 建筑
该区大部分华丽的砖砌建筑由德国移民修建于1865年到1880年代，反映了十九世纪晚期的多样风格—希腊复兴、意大利式、安妮女王风格。
- 辛辛那提艺术学院（Art Academy of Cincinnati）[10]
- 辛辛那提音乐厅
- Emery Theatre
- 辛辛那提乐团剧院（Ensemble Theatre of Cincinnati）
- 芬德利市场（Findlay Market）
- 辛辛那提知了劇團（Know Theatre of Cincinnati）
- 哈密尔顿县纪念大楼（Hamilton County Memorial Building）
- 创意及表演艺术学校（School for Creative and Performing Arts）[11]
- 华盛顿公园（Washington Park）